# Nintendo eShop
De Nintendo eShop is een online virtuele winkel, beschikbaar met behulp van Nintendo Network. In de Nintendo eShop kunnen consumenten computerspellen, video's, speluitbreidingen en updates/patches gratis of tegen betaling downloaden.
De eShop startte op 6 juni 2011 voor de Nintendo 3DS en kwam beschikbaar na een software-update voor het systeem. De eShop werd direct beschikbaar voor de Wii U tijdens de Amerikaanse lanceerdatum op 18 november 2012. Ook kwam de eShop op 3 maart 2017 beschikbaar tijdens de lanceerdatum voor de Nintendo Switch.

## Deluxe materiaal & Nintendo Network Premium
Op 13 september 2012 maakte Satoru Iwata bekend dat er een nieuwe dienst aan Nintendo Network zou worden toegevoegd, genaamd Nintendo Network Premium. Nintendo Network Premium was een speciaal beloningsprogramma, alleen voor eigenaren van een Wii U Premium Pack met een geregistreerd Nintendo Network ID. Met elke aankoop van software, aanvullende content of gebruik van een downloadcode voor downloadbare software of aanvullende content in de Nintendo eShop op de Wii U, kon men punten verdienen, met een koers van 8 punten voor elke euro van de Nintendo eShop-prijs van elke download.

## Virtual Console
Virtual Console is een service die het mogelijk maakt om games van oudere spelcomputers zoals de Game Boy, Nintendo Entertainment System, Super Nintendo Entertainment System, Nintendo 64, Sega Master System en de Sega Game Gear te spelen. Virtual Console is beschikbaar voor Wii, Nintendo 3DS en Wii U.

## Opwaardeerkaarten
Opwaardeerkaarten zijn in Nederland en België te koop met een waarde van €15, €25 of €50, en hebben elk hun eigen afbeelding van respectievelijk Mario, Yoshi en Bowser. De opwaardeerkaart bevat een code die binnen de eShop-omgeving kan worden ingevoerd om het account met het gekozen bedrag te verhogen. Opwaarderen voor de Wii U en 3DS werd beëindigd in mei 2022, op de Switch blijft het nog wel mogelijk om te opwaarderen.

## Beëindiging
Een beperkte versie van de eShop werd stopgezet op 31 juli 2020 voor Latijns-Amerika en enkele markten in Azië en het Midden-Oosten. Nintendo kondigde met een persbericht op 15 februari 2022 aan dat de eShop voor de 3DS en Wii U zal worden beëindigd op 27 maart 2023. Het is vanaf dat moment niet meer mogelijk om spellen te kopen in de digitale winkel. Gebruikers van de 3DS en Wii U kunnen gekochte spellen en updates nog wel downloaden naar de spelconsole.